# Echo serca (serial telewizyjny)
Echo serca – polski serial obyczajowy w reżyserii Tomasza Szafrańskiego emitowany w latach 2019–2020 początkowo na antenie TVP1, a następnie TVP2.

## Fabuła
Pół roku po nieudanej akcji ratunkowej po pożarze centrum handlowego, podczas której większości ofiar nie udało się uratować, personel medyczny Szpitala Północnego w Warszawie zmaga się z traumą. Pracę jako psycholog kliniczna w placówce rozpoczyna doktor Magdalena Borska (Kamilla Baar-Kochańska), która oprócz trudnej atmosfery musi zmierzyć się z niechęcią względem jej osoby ze strony pracowników szpitala oraz bieżącymi problemami pacjentów trafiających na oddział.

## Obsada
| Aktor                  | Rola                                                | Lata występowania |
| ---------------------- | --------------------------------------------------- | ----------------- |
| Kamilla Baar-Kochańska | doktor Magdalena Borska                             | 2019–2020         |
| Antoni Pawlicki        | doktor Jan Sowiński, chirurg                        | 2019–2020         |
| Przemysław Sadowski    | doktor Andrzej Stomma, ordynator oddziału chirurgii | 2019–2020         |
| Anna Dereszowska       | Agnieszka Czubaj                                    | 2019–2020         |
| Dorota Segda           | Irena Mazur, dyrektor Szpitala                      | 2019–2020         |
| Łukasz Garlicki        | doktor Szymon, chirurg                              | 2019–2020         |
| Marta Ścisłowicz       | doktor Ada Jarosz                                   | 2019–2020         |
| Kamila Bujalska        | pielęgniarka Kaśka                                  | 2019–2020         |
| Maciej Mikołajczyk     | Bartek Winiarski, ratownik medyczny                 | 2019–2020         |
| Martin Budny           | profesor Thomas Jefferson, chirurg naczyniowy       | 2019–2020         |
| Julia Grant-Scott      | doktor Joanna Winiarska, lekarz anestezjolog        | 2019              |
| Alicja Dąbrowska       | Ewa Stomma                                          | 2019              |
| Lucyna Malec           | doktor Dorota, specjalista chorób wewnętrznych      | 2019              |
| Dorota Pomykała        | Danuta, matka Jana                                  | 2019              |

## Emisja w telewizji
| Seria | Odcinki    | Pierwsza emisja telewizyjna | Pierwsza emisja telewizyjna | Pierwsza emisja telewizyjna | Pierwsza emisja telewizyjna | Pierwsza emisja telewizyjna | Pierwsza emisja telewizyjna |
| Seria | Odcinki    | Sezon(y)                    | Premiera serii              | Finał serii                 | Pora emisji                 | Stacja telewizyjna          | Średnia oglądalność         |
| ----- | ---------- | --------------------------- | --------------------------- | --------------------------- | --------------------------- | --------------------------- | --------------------------- |
| 1.    | 1–17 (17)  | zima–wiosna 2019            | 15 stycznia 2019            | 21 maja 2019                | wtorek 21.40                | TVP1                        | 1 446 354                   |
| 2.    | 18–33 (16) | jesień 2019                 | 3 września 2019             | 17 grudnia 2019             | wtorek 21.50                | TVP2                        | 1 586 024                   |
| 3.    | 34–41 (8)  | wiosna 2020                 | 3 marca 2020                | 21 kwietnia 2020            | wtorek 21.50                | TVP2                        | 1 361 488                   |